# Microchemical Journal
Microchemical Journal è una rivista accademica che si occupa di chimica analitica. Nel 2014 il fattore d'impatto della rivista era di 2,746.